# Тоёта (стадион)
Стадион «Тоёта» (яп. 豊田スタジアム Тоёта Сутадзиаму) — стадион, расположенный в городе Тоёта, префектура Айти, Япония. Является домашней ареной футбольного клуба Джей-лиги «Нагоя Грампус» и регбийной команды «Тойота Верблиц». Стадион был открыт в 2001 году и вмещает 45 000 зрителей.